# Macropholidus ataktolepis
Macropholidus ataktolepis är en ödleart som beskrevs av  John E. Cadle och CHUNA 1995. Macropholidus ataktolepis ingår i släktet Macropholidus och familjen Gymnophthalmidae. Inga underarter finns listade i Catalogue of Life.